# Stade olympique Pedro Ludovico Teixeira
Le Stade olympique Pedro Ludovico Teixeira (en portugais : Estádio Olímpico Pedro Ludovico Teixeira) est un stade omnisports brésilien (servant principalement pour le football) situé dans la ville de Goiânia, dans l'État du Goiás.
Le stade, doté de 13 500 places et inauguré en 1941, sert d'enceinte à domicile aux équipes de football du Goiânia Esporte Clube et de l'Atlético Clube Goianiense.
Il porte le nom de Pedro Ludovico Teixeira, fondateur de la ville de Goiânia.

## Histoire
Les travaux du premier grand de la ville débutent le 9 février 1940, pour s'achever un an plus tard.
Il est inauguré le 3 septembre 1941 lors d'une victoire 2-0 des locaux du Goiânia EC sur l'América Mineiro.
En 1987, avec l'accident nucléaire de Goiânia, le stade est utilisé comme abri pour les personnes contaminées, qui ont vu leurs maisons démolies et leurs objets du quotidien confisqués. De nombreuses personnes ont subi des tests pour déterminer leur niveau de radioactivité dans le stade.
Le stade est rénové entre 2015 et 2016 pour un coût de 95 millions de reaies.
Il fait partie des stades retenus pour accueillir la Coupe du monde des moins de 17 ans 2019. Il accueille également des matchs de la Copa América 2021.

## Événements
- Coupe du monde -17 ans 2019 (10 matchs).
- Copa América 2021

## Galerie

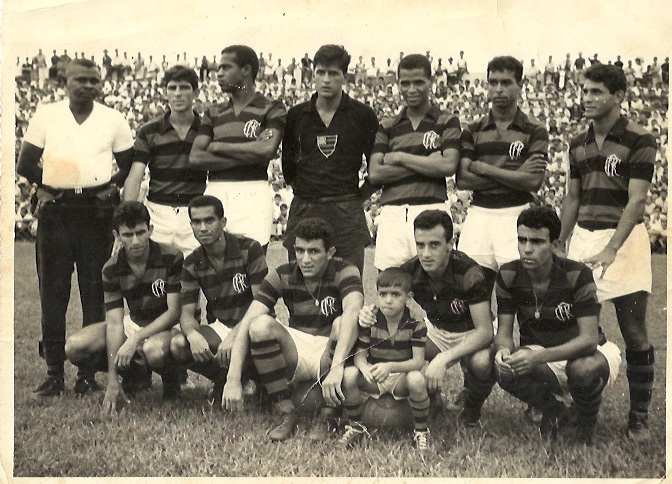
Équipe du Flamengo au stade en 1960
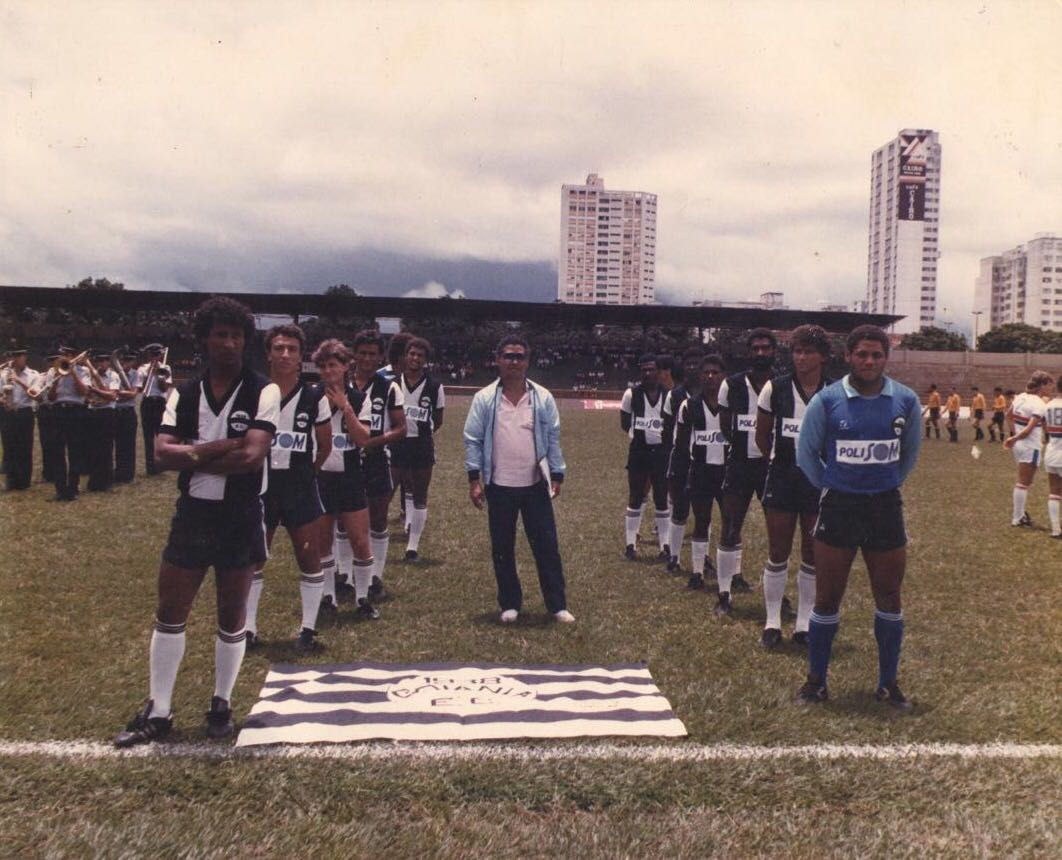
Équipe du Goiânia EC au stade en 1978